# Kvinesdal
Kvinesdal  este o comună din provincia Agder, Norvegia.
Are o suprafață de 963,22 km². Populația este de 6.024 locuitori, determinată în 1 ianuarie 2023, prin Folkeregisteret[*].